# Kıranlıkoz, Cide
Kıranlıkoz là một xã thuộc huyện Cide, tỉnh Kastamonu, Thổ Nhĩ Kỳ. Dân số thời điểm năm 2008 là 143 người.